# Ants Piip

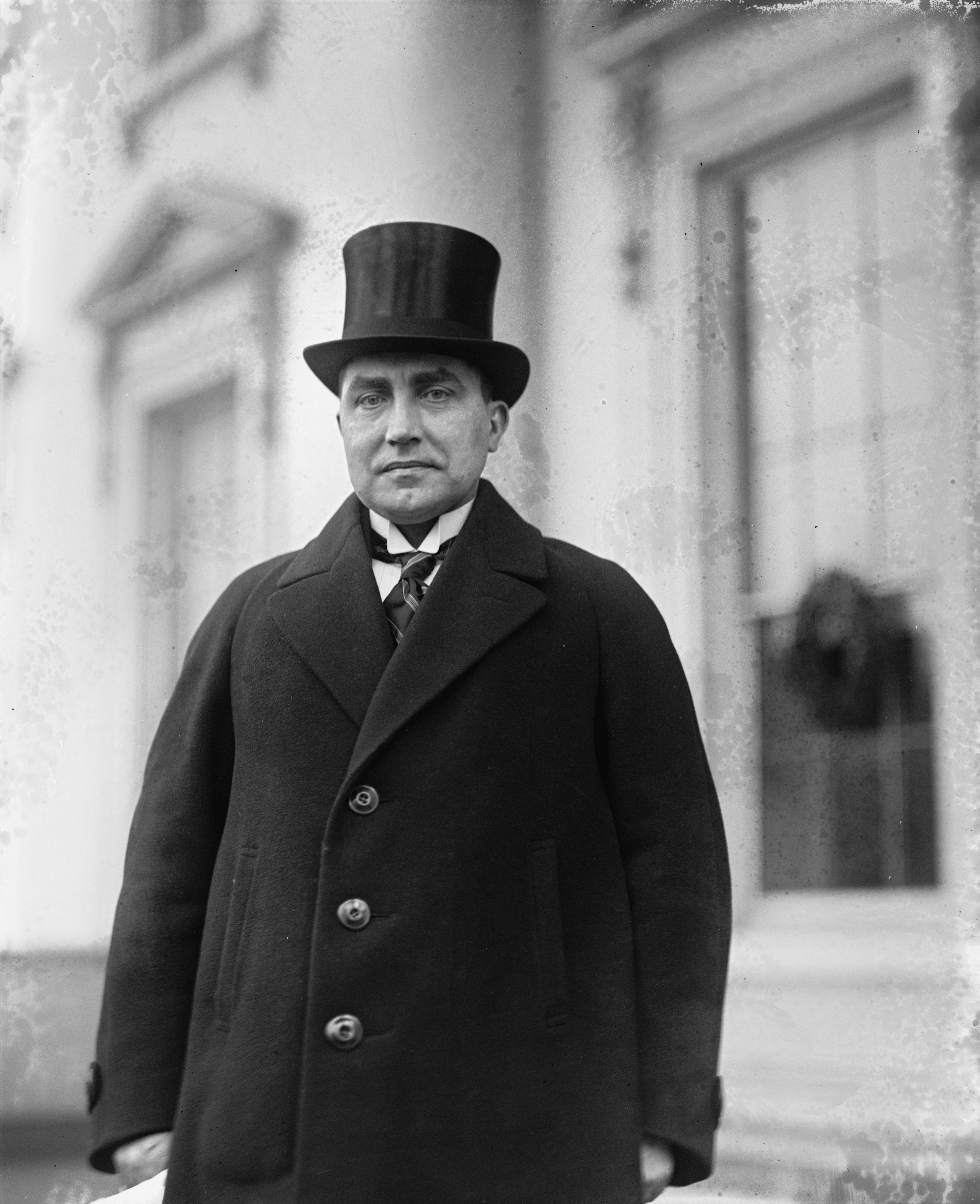
Ants Piip (1923)

Ants Piip, född 28 februari 1884, död 1 oktober 1942, var en estnisk jurist och politiker.
Piip var från 1919 professor i internationell rätt vid universitetet i Tartu. Han var 1920-1921 riksäldste (statschef) i spetsen för en socialdemokratisk regering, som hösten 1920 inkallade konstituerade församlingen, därefter utrikesminister 1921-1922 och 1925-1926. Piip var 1923-1925 Estlands minister i USA.